# Godło Bangladeszu
Godło Bangladeszu zostało przyjęte w 1972 r., wkrótce po uzyskaniu przez ten kraj niepodległości. 
Przedstawia ono okrągłą białą tarczę ze złotym obramowaniem, na której umieszczony jest stylizowany złoty wizerunek lilii wodnej, będącej narodową rośliną Bangladeszu. Nad lilią znajduje się złoty liść juty, a po obu jego bokach - cztery pięcioramienne złote gwiazdy. Symbolizują one 4 główne zasady polityki państwa: nacjonalizm, demokrację, islamski socjalizm oraz wierność islamowi, przy zachowaniu świeckiego charakteru państwa. Lilia unosi się na falach, symbolizujących główne rzeki Bangladeszu - Ganges i Brahmaputrę. Od dołu i z boków fale te otoczone są przez dwa kłosy ryżu - rośliny będącej podstawą gospodarki żywnościowej kraju.

Godło Pakistanu Wschodniego w latach 1955–1971
Godło niepodległego Bangladeszu od 1972